# Neodora
Neodora là một chi bướm đêm thuộc họ Geometridae.